# Cirrospilus inimicus
Cirrospilus inimicus är en stekelart som beskrevs av Charles Joseph Gahan 1934. Cirrospilus inimicus ingår i släktet Cirrospilus och familjen finglanssteklar. Inga underarter finns listade i Catalogue of Life.